# Liste der Ramsar-Gebiete in Lettland
Die Ramsar-Gebiete in Lettland umfassen insgesamt sechs Feuchtgebiete mit einer Gesamtfläche von 150.318 ha, die unter der Ramsar-Konvention registriert sind (Stand April 2022). Das nach dem Ort des Vertragsschlusses, der iranischen Stadt Ramsar, benannte Abkommen ist eines der ältesten internationalen Vertragswerke zum Umweltschutz. In Lettland trat die Ramsar-Konvention am  25. November 1995 in Kraft.
Zu den Ramsar-Gebieten Lettlands zählen verschiedenste Typen von Feuchtgebieten wie Marschland, Moore und Sumpfwälder, Flüsse, Süß- und Brackwasserseen, Grundwassersysteme, Inseln und Küstendünen, Küstenlinien und Seegraswiesen, Wattflächen, Lagunen und Süßwasserquellen.
Im Folgenden sind alle Ramsar-Gebiete Lettlands alphabetisch aufgelistet.
| Nr. | Name des Gebiets                        | Bild            | Ramsar-Gebietsnr. | Ausweisungs- datum | Fläche (ha) | Höhe (m) | Management- plan | Region                             | Lage                     |
| --- | --------------------------------------- | --------------- | ----------------- | ------------------ | ----------- | -------- | ---------------- | ---------------------------------- | ------------------------ |
| 1   | Lake Engure (Engures ezers)             |                 | 738               | 25. Juli 1995      | 19700       | 1–3      | Ja               | Talsi und Tukums                   | 57,25972° N, 23,14556° O |
| 2   | Lake Kanieris                           |                 | 739               | 25. Juli 1995      | 1995        | 0–4      | Ja               | Tukums                             | 57,00821° N, 23,44791° O |
| 3   | Lubana wetland complex (Lubāna mitrājs) |                 | 1384              | 27. März 2003      | 48020       | 0–10     | Ja               | Madona, Rēzekne, Balvi und Gulbene | 56,81929° N, 26,91582° O |
| 4   | Northern Bogs                           | Bild gesucht BW | 1385              | 27. März 2003      | 5318        | 50–60    | Nein             | Limbaži und Valmiera               | 57,97516° N, 24,88885° O |
| 5   | Pape Wetland Complex                    |                 | 1386              | 27. März 2003      | 51725       | −1 bis 2 | Ja               | Liepāja                            | 56,16639° N, 20,91778° O |
| 6   | Teici and Pelecare bogs                 |                 | 740               | 25. Juli 1995      | 23560       | 97−114   | Ja               | Madona, Jēkabpils und Preiļi       | 56,59833° N, 26,49083° O |